# SSV Markranstädt
Spiel- und Sportverein Markranstädt é uma agremiação alemã, fundada em 1990, e sediada em Markranstädt, na Saxônia. A associação possui departamentos de badminton, bola ciclo, ginástica, tênis de mesa e vôleibol.

## História
Estabelecido após a Segunda Guerra Mundial como Sportgemeinde Markranstädt, o clube passou a jogar campeonatos regionais, como a Landesliga Sachsen/ Leipzig, na parte da Alemanha ocupada pelos soviéticos, e ganhou um primeiro lugar na temporada 1947-1948. 
Renomeada SG Glück Auf-Markranstädt, a equipe ficou em sétimo lugar consecutivo, terminando na mesma colocação nas duas temporadas seguintes. O clube então desapareceu no menor nível da Alemanha Oriental e, como a maioria, passou por uma sucessão de mudanças de nome ao longo dos anos: BSG Markranstädt Stahl, 1951-1952, BSG Motor Markranstädt, 1952-1958, BSG Turbine Markranstädt, 1959-1984, BSG Motor Markranstädt, 1984-1988, e BSG Turbine Markranstädt, 1988-1990.
Após a reunificação alemã, em 1990, o Turbine adotou a sua identidade atual como Spiel-und Markranstädt Sportverein. A fusão das competições de futebol das duas Alemanhas inseriu o SSV na Sachsen Landesliga (V), onde ficaria até rebaixado em 1993. A equipe, em 1995, atuou no quinto nível, mas foi novamente rebaixada, não retornando à Landesliga até 1999. Após o campeonato de 2007, o Markranstädt foi promovido à NOFV-Oberliga Süd (IV), na qual ficou no meio da tabela nas duas temporadas seguintes.
A licença do clube foi comprada pela fabricante de bebidas energética Red Bull, em 2009.

## Cronologia das temporadas
| 1920–1927 | Gau Nordwestsachsen 1. classe | 2. Liga     | FC Sportfreunde      |
| 1927–1933 | Gau Groß - Leipzig 1. classe  | 1. Liga     | FC Sportfreunde      |
| 1933–1935 | Bezirksklasse Leipzig         | 2. Liga     | FC Sportfreunde      |
| 1935/36   | Kreisklasse Leipzig           | 3. Liga     | FC Sportfreunde      |
| 1936–1945 | Bezirksklasse Leipzig         | 2. Liga     | FC Sportfreunde      |
| 1952/53   | Bezirksliga Leipzig           | 3. Liga     | BSG Motor            |
| 1953–1955 | Bezirksklasse Leipzig         | 4. Liga     | BSG Motor            |
| 1956–1957 | Bezirksliga Leipzig           | 4. Liga     | BSG Motor            |
| 1958–1959 | Bezirksklasse Leipzig         | 5. Liga     | BSG Motor            |
| 1960–1962 | Bezirksliga Leipzig           | 4. Liga     | BSG Turbine          |
| 1962–1964 | Bezirksklasse Leipzig         | 5., 4. Liga | BSG Turbine          |
| 1964/65   | Kreisklasse Leipzig           | 5. Liga     | BSG Turbine          |
| 1965/66   | Bezirksklasse Leipzig         | 4. Liga     | BSG Turbine          |
| 1966–1990 | Bezirksliga Leipzig           | 3. Liga     | BSG Turbine          |
| 1990–1993 | Landesliga Sachsen            | 3., 4. Liga | SSV                  |
| 1993–1995 | Bezirksliga Leipzig           | 5., 6. Liga | SSV                  |
| 1995/96   | Landesliga Sachsen            | 5. Liga     | SSV                  |
| 1996–1999 | Bezirksliga Leipzig           | 6. Liga     | SSV                  |
| 1999–2007 | Landesliga Sachsen            | 5. Liga     | SSV                  |
| 2007–2009 | Oberliga Nordost              | 4., 5. Liga | SSV                  |
| 2009/10   | Oberliga Nordost              | 5. Liga     | União com RB Leipzig |
| 2010      | Landesliga Sachsen            | 6. Liga     | SSV                  |
| 2012      | Oberliga Nordost              | 5. Liga     | SSV                  |

## Títulos
- Landesliga Sachsen (V) Campeão: 2007;
- Bezirksliga Leipzig (VI) Campeão: 1995, 1999;
- Landesliga Sachsen/Leipzig Campeão: 1948;
- Landesliga Sachsen (VI) Campeão: 2012;